# Filipe Carlos, Duque de Anjou

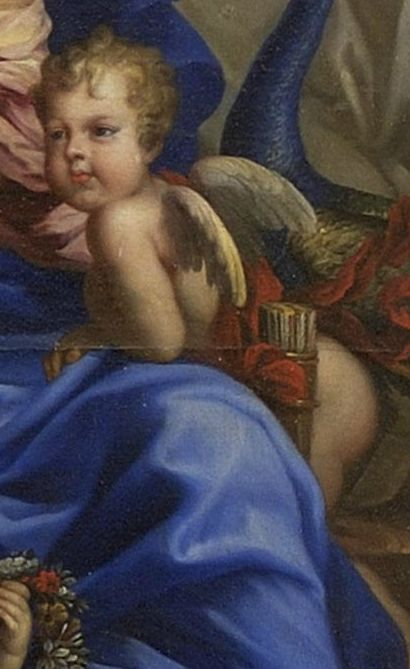
Felipe Carlos de França

Felipe Carlos de França (em francês: Philippe Charles de France; 5 de agosto de 1668 - 10 de julho de 1671), filho de Luis XIV da França e da sua esposa Maria Teresa de Áustria, foi um filho da França, tendo sido titulado duque de Anjou.

## Vida
Nascido no Château de Saint-Germain-en-Laye em 5 de agosto de 1668, como o filho do rei, Luis XIV, Felipe era o Fils de France. Como o segundo filho varão do rei, foi dado a ele o título de Duque d'Anjou, que tinha sido usado anteriormente pelo seu tio, Felipe, que era então duque de Orléans. 
Felipe morreu com uma infecção, no palácio onde nasceu. Devido à sua morte, o título ducal foi dado ao seu irmão mais novo, Luís.